# 드림익스큐션
드림익스큐션(Dream Execution)은 2000년에 설립된 대한민국의 게임 개발사이다. 본사는 서울특별시 강남구 신사동 신아 빌딩에 있다. 주요 게임은 1인칭 슈팅 게임 워록이다. MOFPS 장르의 신작 게임 팬터머스를 개발 하였고 서비스 하였으나 2018년 4월 6일 팬터머스 게임은 서비스 종료하였다.

## 개발

### 진도 엔진
드림익스큐션에서 개발한 마이크로소프트 윈도우 전용 통합형 게임 엔진이다. 3D 캐주얼, 1인칭 슈팅 게임, 롤플레잉 게임, 레이싱 게임 개발에 맞추어져 있다. 1999년부터 개발하여 2001년 버전 1.0을 출시한 뒤 계속 유지보수하여, 2004년 2월에 물리 엔진이 추가되었다. 3D 스튜디오 맥스 플러그인을 제공한다.

### 게임
- 워록
- 팬터머스